# Касополис (Мичиген)
Касополис (енгл. Cassopolis) град је у америчкој савезној држави Мичиген.

## Демографија
По попису из 2010. године број становника је 1.774, што је 34 (2,0%) становника више него 2000. године.
| Група             | 2000.       | 2010.         |
| Белци             | 947 (54,4%) | 1.033 (58,2%) |
| Афроамериканци    | 567 (32,6%) | 519 (29,3%)   |
| Азијати           | 63 (3,6%)   | 43 (2,4%)     |
| Хиспаноамериканци | 38 (2,2%)   | 80 (4,5%)     |
| Укупно            | 1.740       | 1.774         |